# Патнитала
Патнитала (бенг. পাতনিতলা, англ. Patnitala) — город на северо-западе Бангладеш, административный центр одноимённого подокруга. Площадь города равна 4,73 км². По данным переписи 2001 года, в городе проживало 8586 человек, из которых мужчины составляли 54,29 %, женщины — соответственно 45,71 %. Плотность населения равнялась 1815 чел. на 1 км². Уровень грамотности населения составлял 58,1 % (при среднем по Бангладеш показателе 43,1 %).